# Žan Hauptman
Žan Hauptman, znan tudi le kot Hauptman, slovenski pevec in pianist oz. klaviaturist, * 1994, Maribor.

## Glasbena pot
Hauptman je diplomirani džez pevec in samouk na klavirju. Leto in pol se je v glasbeni šoli in zasebno učil igranja na električne klaviature (sintesajzer), nato pa je z učenjem nadaljeval sam. Na II. gimnaziji Maribor je sodeloval pri mladinskem gledališču English Student Theatre, ki uprizarja mjuzikle v angleškem jeziku, dejaven je bil tudi v pevskem zboru (kot korepetitor). Vzporedno je obiskoval mariborski konservatorij za glasbo in balet, in sicer oddelek za džez glasbo (predtem se je eno leto učil klasično petje, a je ugotovil, da to ni zanj). Po srednji šoli je šel džezovsko petje študirat na Koroški deželni konservatorij v Celovcu (Kärntner Landeskonservatorium, danes Gustav Mahler Privatuniversität für Musik). Študij je zaključil februarja 2019. Dodatno se je izpopolnjeval v Bostonu pri džez pevki Sheili Jordan. Klavir in petje tudi sam poučuje.
Pri 18 letih se je prijavil na slovenski X Factor (2012). Uspešno je prestal tako avdicijo kot bootcamp in prišel v ožji izbor (zadnja šesterica) v kategoriji 14–21 let, a za žive oddaje nazadnje ni bil izbran.
Avgusta 2019 je kot Hauptman izdal svoj prvi singel »Send Me Flying«. Sledili so še štirje, eden izmed njih, »There Goes My Heart«, je izšel na kompilacijskem EP-ju Stereo Isolation (2020), ki je nastal na pobudo festivala Jazz 'ma mlade. 27. januarja 2021 je v samozaložbi izšel njegov prvi album Finished, Not Perfect, ki ga je posnel s svojo (spremljevalno) skupino, ki jo sestavljajo Maša But (spremljevalni vokal, flavta), Filip Vadnu (kitara), Vid Turica (bas), ki je bil tudi producent albuma, ter Pavel Čebašek (bobni). Vse razen Turice je spoznal v Celovcu. Album poleg enajstih skladb sestavljajo štirje pesniški intermezzi, ki jih je napisala Urška Supej, prebral pa Robert Bargad, Hauptmanov profesor. Remiks skladbe »Daydreamin' of Cali«, za katerega je poskrbel Jernej Kržič, je bil vključen na album Sladica 20 (september 2021). Ta različica je izšla tudi kot singel. Do konca leta je še gostoval na skladbi Leopolda I. »Pleše po svoje«.
Junija 2021 je nastopil na Mentu, januarja 2022 pa na festivalu ESNS (Eurosonic Noorderslag). S pesmijo »Sledim«, ki je njegova prva v slovenščini, bo nastopil na Emi 2022.
Kot pianist oz. klaviaturist in backvokalist sodeluje (ali pa je sodeloval) z različnimi domačimi izvajalci, na primer Emkejem (kot del Muzičarov), Majo Keuc (kot del SoulCrewa) in 3:rmo. Nekaj časa (vsaj leta 2016) je sodeloval s skupino Leonart oz. bil njen član (na njihovem prvem albumu je posnel klaviature za pesem »Vroč poljub«), igral je tudi z oz. pri The Swingtones in The Neighbours. Z dunajskim pianistom in producentom Erikom Asatrianom tvorita dvojec Kyree, v katerem deluje kot vokalist. Doslej sta izdala štiri single (2019, 2020). Je tudi studijski glasbenik, aranžer in vokalni producent.

## Diskografija

### Albumi
- 2021: Finished, Not Perfect

### Singli
| Leto | Pesem                                    | Album                 |
| ---- | ---------------------------------------- | --------------------- |
| 2019 | Send Me Flying                           | Finished, Not Perfect |
| 2019 | Sunlight                                 | Finished, Not Perfect |
| 2020 | Sometimes                                | Finished, Not Perfect |
| 2020 | There Goes My Heart                      | Finished, Not Perfect |
| 2020 | Waste Time                               | Finished, Not Perfect |
| 2021 | Baby Come Back                           | Finished, Not Perfect |
| 2021 | Daydreamin' of Cali (Jernej Kržič remix) | —                     |

Kot gostujoči izvajalec
- 2021: Pleše po svoje – Leopold I. feat. Hauptman